# Трощинський Степан Васильович
Степан Васильович Трощинський († 1709) - український військовий та державний діяч в добу Гетьманщини, господар Гадяцького замку, гадяцький полковий обозний і полковник Гадяцького полку. Племінник гетьмана Івана Мазепи.

## Біографія
Степан Трощинський вперше згадується у джерелах за 1687 рік. Тоді, 31 грудня, він вирушив з Батурина до Москви з гостинцями 
| «тем лицам, которые в делах великих государей и великой государыни их царского пресветлого величества о состоянию малороссийского краю всегда работают». «велел посланному своему показать вашей княжей вельможності роспись, в которой написано, что кому посылаетца». |
У травні 1690 року, Іван Мазепа призначив Степана Трощинського господарем Гадяцького замку. Водночас він використовується при виконанні дипломатичних місій у 1692 на Запорозьку Січ та в липні 1695 до краківського каштеляна, великого коронного гетьмана Станіслава Яна Яблоновського.
У січні 1697  отримав посаду гадяцького полкового обозного. 1704 призначається полковником Гадяцького полку. Свояк гетьмана не встиг взяти участь у повстанні. Його полк разом з Київським та Білоцерківським під час українсько-московської війни 1708 був на Правобережжі й не міг приєднатися до Мазепи.
30 листопада 1708 Степан Трощинський заарештований російським урядом як родич і прибічник Мазепи, помер в ув'язненні у Києві.
Був одружений з донькою охотницького полковника Іллі Новицького Ганною.